# Tempio di Apollo Epicurio
Il tempio di Apollo Epicurio è un antico tempio greco che si trova nella municipalità di Ichalia, unità periferica della Messenia, in Grecia. L'edificio è inserito fra i Patrimoni dell'umanità dell'UNESCO. Tradizionalmente viene attribuita la sua progettazione a Ictino, l'architetto cui si deve la costruzione del Partenone e del Tempio di Efesto, nei pressi dell'Acropoli di Atene. Secondo Pausania l'edificio fu costruito fra il 450 e il 425 a.C. per esprimere riconoscenza nei confronti di Apollo, dio del sole e della salute, per aver risparmiato la città dalla pestilenza che infuriava in Grecia sul finire del V secolo a.C. Recenti ricerche hanno mostrato delle maestranze peloponnesiache e ciò è dato dalle numerose particolarità quali la planimetria e gli ordini interni.

## Storia
Il sito fu occupato inizialmente nel periodo arcaico. Il primo tempio del santuario fu costruito alla fine del VII secolo a.C. e intorno ad esso si sviluppò un piccolo insediamento.  Sebbene la storia preistorica del tempio sia incerta, è probabile che il tempio arcaico sia stato ricostruito almeno una volta o due tra il 600 e il 500 a.C. Il tempio classico fu costruito nel 420 a.C. circa.
La parte superiore del santuario è situata sul Monte Kotilion. I templi furono abbandonati nel III secolo a.C., mentre il santuario di Apollo, rimase in uso nei periodi ellenistico e romano, come dimostrano le piastrelle utilizzate per riparare il tetto del tempio. Pausania visitò il santuario nel II secolo d.C. e descrisse i monumenti e la loro storia. Nei secoli successivi il santuario fu abbandonato e gravemente danneggiato dai una serie di terremoti che apportarono dei danni agli edifici. 

### Il racconto di Pausania
Il poco che conosciamo di questo tempio viene da Pausania, un geografo greco del II secolo, che lo visitò. Questo autore ha attraversato la Grecia continentale e ha lasciato delle note raccolte in modo confuso, per quanto infinitamente prezioso per sua loro unicità. Le informazioni che ci fornisce sul Tempio di Apollo Epicurio portano più domande che risposte.
Pausania afferma che questo tempio fu consacrato dagli abitanti di Figalia ad Apollo Epicurio, un dio guaritore che venne in loro aiuto durante un'epidemia di peste, "come fece durante le guerre del Peloponneso". Questa spiegazione lascia scettici molti moderni archeologi.
Dichiara inoltre che l'architetto era Ictino, senza fornire alcuna prova a supporto di questa affermazione. Ora Ictino è l'architetto più famoso della Grecia classica: è stato autore del Partenone di Atene e del Telesterion di Eleusi. Pausania trascura di dire come e perché Figalia, una piccola città dell'Arcadia, abbia potuto assumere un architetto così prestigioso. Questo è il motivo per cui gli archeologi moderni sono riluttanti a confermare questa ipotesi. Ma se questa tesi fosse vera, la costruzione di questo tempio potrebbe essere datata precisamente al tempo di Pericle.
Pausania, inoltre, non spiega perché il tempio fosse separato tra le montagne, a 8 chilometri dalla città, in un luogo di accesso così difficile dato che ci vogliono diverse ore di cammino per raggiungerlo.
Inoltre, rende omaggio al tetto eccezionale del tempio, "fatto esclusivamente di pietre", quando in realtà venivano utilizzate travi di legno per sostenere il soffitto. E infine, loda la bellezza delle pietre e l'armonia delle proporzioni, rimanendo silenzioso sul contrasto dei materiali, sull'innovativa combinazione delle colonne e soprattutto, isolata nell'asse dell'edificio, su questa primissima colonna corinzia nota dell'area greca, che costituisce un progresso storico, e che ha avuto un impatto globale sull'architettura dei secoli successivi.

### Gli scavi archeologici
Le rovine del tempio vennero notate da viaggiatori francesi e tedeschi nella seconda metà del XVIII secolo, l'architetto francese Joachim Bocher nel novembre del 1765, viaggiando nel Peloponneso e attraversando questa regione montuosa, scoprì queste rovine per caso. Ma durante un secondo viaggio in questa regione, fu assassinato da banditi.
L'architetto britannico Charles Robert Cockerell, accompagnato da numerosi amici, esplorò il tempio nell'agosto del 1811, durante il suo Grand Tour e scoprì il fregio, episodio che racconta nel suo diario. Si legge tutto l'entusiasmo romantico del tempo e la possibilità che sembra guidare qualsiasi scoperta di un tesoro archeologico:
Un giorno, una volpe che aveva installato la sua tana tra le pietre, probabilmente disturbata dal nostro rumore, uscì dal suo buco e fuggì»
Fu durante l'esplorazione della tana che Cockerell scoprì un frammento del fregio (frammento n. 530 del catalogo di Marigold di Figalia al British Museum). Cockerell e i suoi amici hanno negoziato con il Pascià di Tripoli il diritto di cercare nel tempio. L'autorizzazione fu concessa nel 1812, in cambio della metà di ciò che la vendita dei tesori scoperti avrebbe riportato. Il tempio fu esplorato tra il giugno e l'agosto del 1812.
Il fregio, trasportato a Zante, fu messo all'asta nel maggio 1814 e acquistato per 60.000 dollari dal governo britannico per il British Museum.
Gli scavi archeologici regolari non iniziarono prima del 1836, da parte di un gruppo russo diretto da Carlo Brullo. Parte dei ritrovamenti è oggi conservato al Museo Puškin di Mosca e al British Museum. Gli elementi lasciati sul posto (in particolare il capitello corinzio, l'esempio più antico di questo ordine) furono purtroppo distrutti durante gli anni seguenti (tra il 1814 e il 1819), e probabilmente trasformati in calce. Dei frammenti furono trovati durante gli scavi sul sito nel 1902-1908.

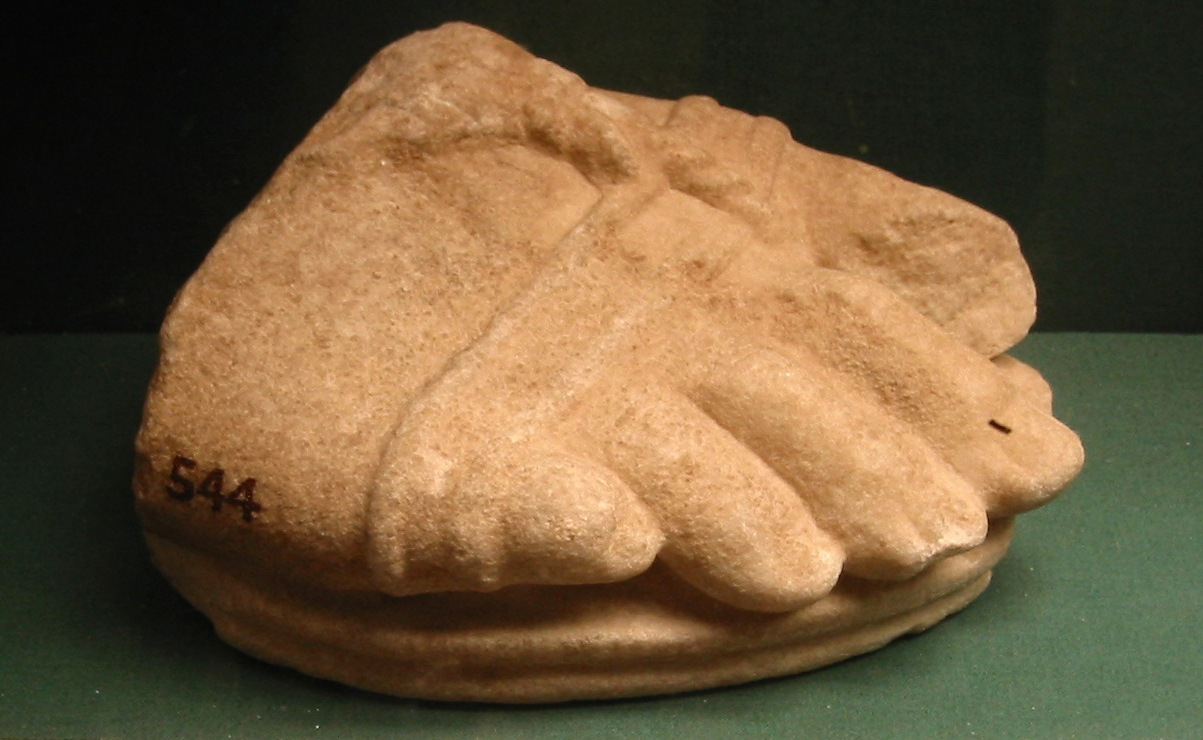
Frammento di un piede di una statua colossale proveniente dal tempio di Apollo e conservato al British Museum

A partire dal 1902 vennero condotti scavi sistematici da parte della prima società archeologica di Atene, sotto la direzione di K. Kourouniotis, K. Romaios e P. Kavvadias. Ulteriori scavi vennero condotti nel 1959, nel 1970 e fra il 1975 e il 1979.
La distanza del tempio dalle principali vie di comunicazione ha giocato a suo vantaggio nel corso dei secoli: infatti, mentre altri templi vennero nel tempo adattati ai nuovi culti o distrutti dalle guerre, il tempio di Apollo non seguì questo destino. Inoltre, grazie alla sua distanza dalle maggiori aree metropolitane della Grecia, esso non è soggetto alle piogge acide, che sciolgono il calcare e danneggiano irrimediabilmente il marmo.
È attualmente in corso un'importante opera di restauro.

## Architettura

La pianta dell'edificio: 1 = opistodomo, 2 = adyton, 3 = naos, 4 = pronao

Il tempio sorge sul fianco di una montagna, a 1.131 m s.l.m. Ha un allineamento nord-sud, in contrasto con la maggior parte delle costruzioni simili che sono allineate nel senso est-ovest. Ciò non fu dovuto al limitato spazio disponibile, come si era pensato in passato, ma alla scelta di mantenere legami con la tradizione dei templi edificati sul luogo in epoca arcaica, tutti caratterizzati da un orientamento nord-sud e da un doppio ambiente dotato di accesso a est, forse per permettere ai devoti del dio Apollo di volgersi dove sorge il sole, o forse per lasciar entrare la luce del mattino a illuminare la statua del dio.
Il tempio è di dimensioni relativamente modeste, con lo stilobate che misura 38,3 per 14,5 metri e con un peristilio di sei colonne per quindici, di ordine dorico. L'esterno è in gran parte costruito in pietra calcarea dell'Arcadia; il marmo venne impiegato per il fregio, i capitelli, i cassettoni dei vestiboli, le metope e per il tetto. Come tutti i templi maggiori è dotato di 3 "stanze": un pronao, un nao (che probabilmente ospitava una statua di Apollo) ed un opistodomo. Sul fondo la cella continua in un ampio vano (adyton) che conduce all'esterno tramite una porta laterale. Il tempio presenta alcune correzioni ottiche analoghe a quelle messe in atto nel Partenone, come ad esempio il pavimento incurvato.

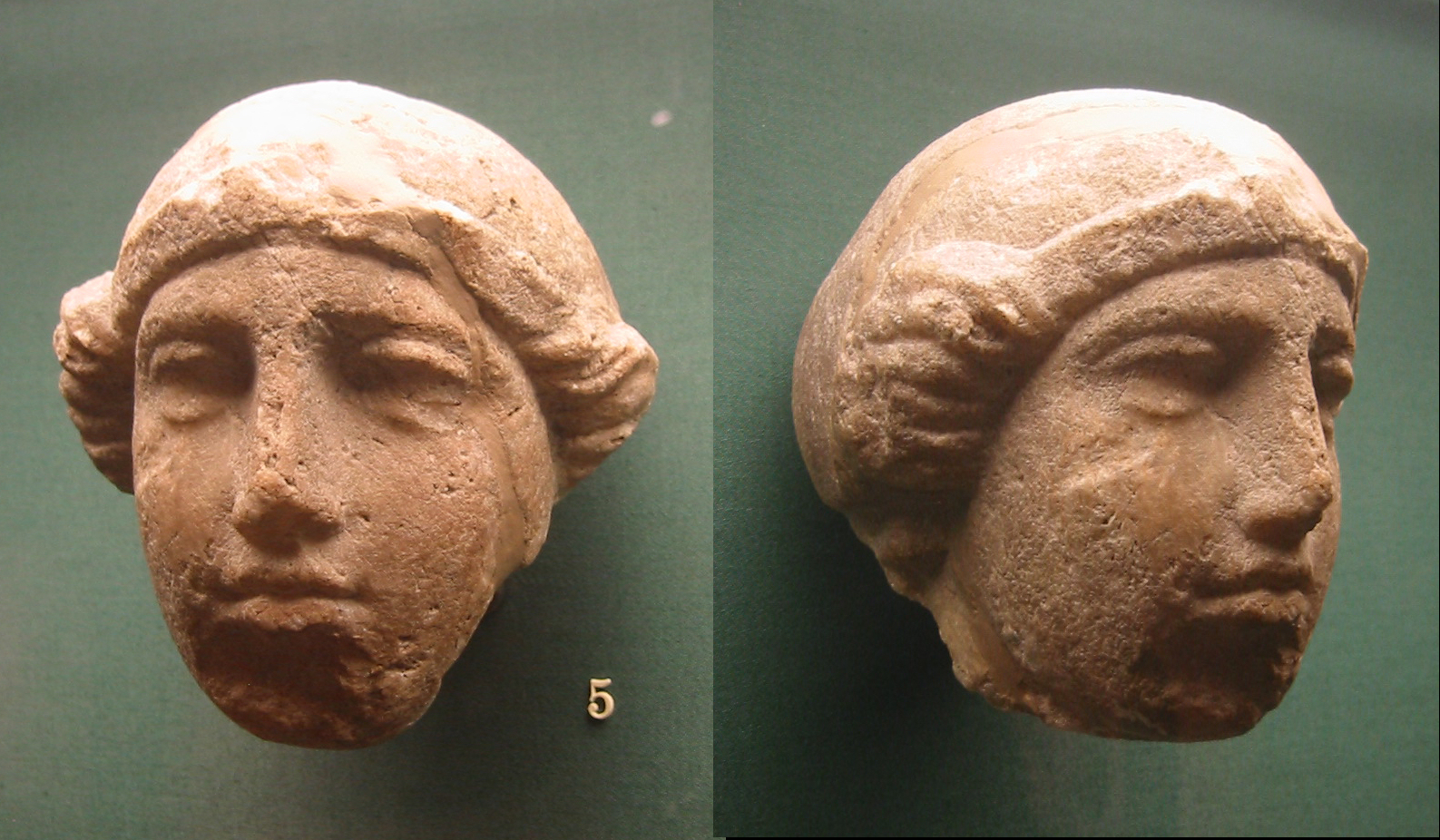
rappresentante un'amazzone, in mostra al British Museum

L'elemento più insolito di questo tempio è rappresentato dal fatto che in esso si ritrovano tutti e tre gli ordini dell'architettura classica greca: il dorico, lo ionico ed il corinzio. Le colonne doriche formano il peristilio; cinque semicolonne ioniche, del tutto prive di funzioni statiche, accompagnano i lati lunghi all'interno della cella, unite alle pareti di quest'ultima da brevi muretti (gli ultimi due sul fondo inclinati a 45°), con una soluzione già adottata e poi abbandonata nell'arcaico Tempio di Hera a Olimpia; hanno ampie basi a campana e le ultime due forse reggevano capitelli corinzi, come quella isolata e centrale sul fondo della cella. Si tratta del più antico esempio di capitello corinzio giunto fino a noi.
Tutta l'attenzione dell'architetto era rivolta all'articolazione spaziale e luministica dell'interno mentre l'esterno era relativamente poco decorato. Dodici metope scolpite decoravano la trabeazione interna sopra il pronao e l'opistodomo. All'interno della cella, sopra le semicolonne, correva un fregio continuo (425-420 a.C.) costituito da 23 lastre, che mostrava i Greci in lotta con le Amazzoni e i Lapiti in battaglia con i Centauri, movimentato nel tema e nella forma espressiva. Lo stile mostra l'assimilazione della scultura e della pittura attica da parte delle maestranze locali. Tuttora in buone condizioni, il fregio è stato ricostruito ed è conservato al British Museum insieme ai frammenti degli acroteri e delle metope.
Le domande ancora aperte su questo monumento riguardano il costruttore o i costruttori:
- Non ci sarebbero stati in questo sito due distinti architetti in momenti diversi: un primo per la parte più antica e più rustica, vale a dire la parte dorica esterna, e una seconda per la parte interna più nuova e più elaborata?
- Oppure, se fosse stato davvero Ictino l'unico capomastro di questo lavoro, avrebbe poi iniziato la sua carriera dal Partenone, tra 447 e il 438, e sarebbe finito in Arcadia in questo tempio di Apollo tra il 429 e il 400, il che sarebbe stato un modo di procedere strano per una carriera come architetto.

## Cinema
- Bassae (1964) de Jean-Daniel Pollet
- Bassae, Bassae (2014) de Fabien Giraud e Raphaël Siboni